# Мокла
Мокла́ — река в Амурской области и Забайкальском крае России, левый приток Олёкмы. Длина реки — 132 км. Площадь водосбора — 5070 км².
Берёт начало на южном склоне Северного Дырындинского хребта. Основные притоки: Багдарин и Усмун.